# Дом Китаева
Дом Китаева — историческое здание в Пушкине. Построен в 1827 году. Объект культурного наследия федерального значения. Расположен на Пушкинской улице, дом 2/19, на углу с Дворцовой улицей. В доме размещается дача-музей А. С. Пушкина.

## История
Дом был построен в 1827 году архитектором В. М. Горностаевым для придворного лакея Якова Китаева, камердинера Николая I. Китаев умер в 1831 году, и дом перешёл его вдове Анне Китаевой. В том же году в доме провёл лето и осень А. С. Пушкин с женой. Пушкин в это время работал над «Сказкой о царе Салтане…», окончил роман «Евгений Онегин», начал писать повесть «Рославлев», а также подготовил «Повести Белкина» к печати.
Среди других владельцев дома известны: Вера Александровна Прянишникова, жена действительного тайного советника (1857 год), Фёдор Иванович Прянишников (1866 год), дочь купца Ольга Скрябина (1870 год). В 1877 году у последней дом купила жена статского советника Ольга Владимировна Иванова, которая и владела им до Октябрьской революции. При ней дом был перестроен: портик на углу дома был превращён в остеклённую галерею, дом был расширен по фасаду на два окна с обеих сторон. В 1910 году на доме разместили мемориальную доску в память о проживании Пушкина. С 1917 года в доме разместился дом отдыха для сестёр милосердия, а с 1920 года размещалась акклиматизационная станция Высшего совета народного хозяйства. С 1931 года дом был жилым. В Великую Отечественную войну он был серьёзно повреждён, но восстановлен. С 1958 года в доме открыт музей «Дача А. С. Пушкина», а в 1976 году дом полностью передан музею.

## Архитектура
Дом деревянный, с закруглённым мезонином на углу. До перестройки угол образовывал изогнутый портик, иначе был оформлен и балкон мезонина. При реставрации для музея восстановили по историческому проекту и воспоминаниям современников гостиную, столовую, а также буфетную дома. Позднее были также восстановлены будуар и спальня. Комнаты обставлены мебелью пушкинского времени.

## Интерьеры

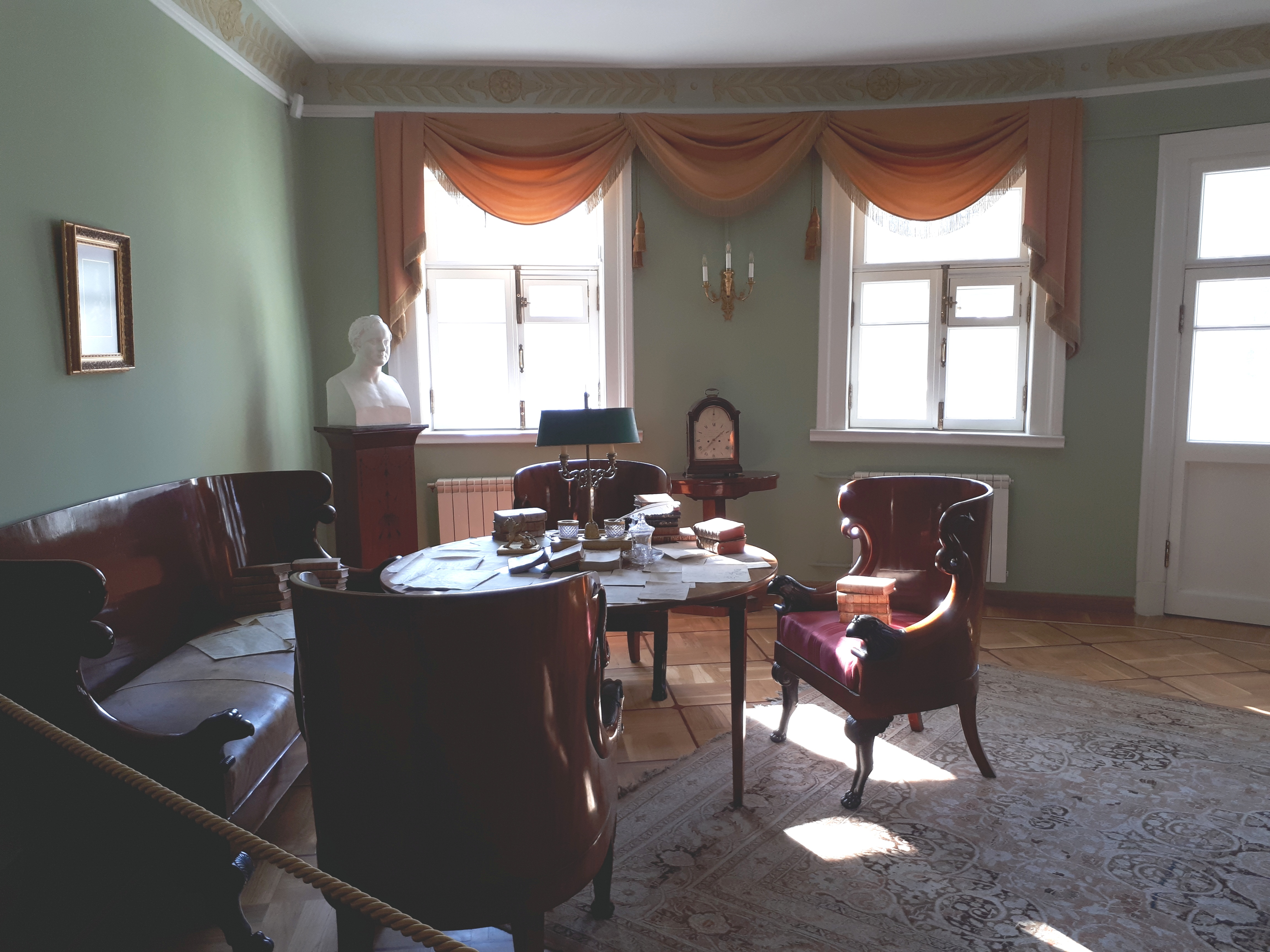
Кабинет
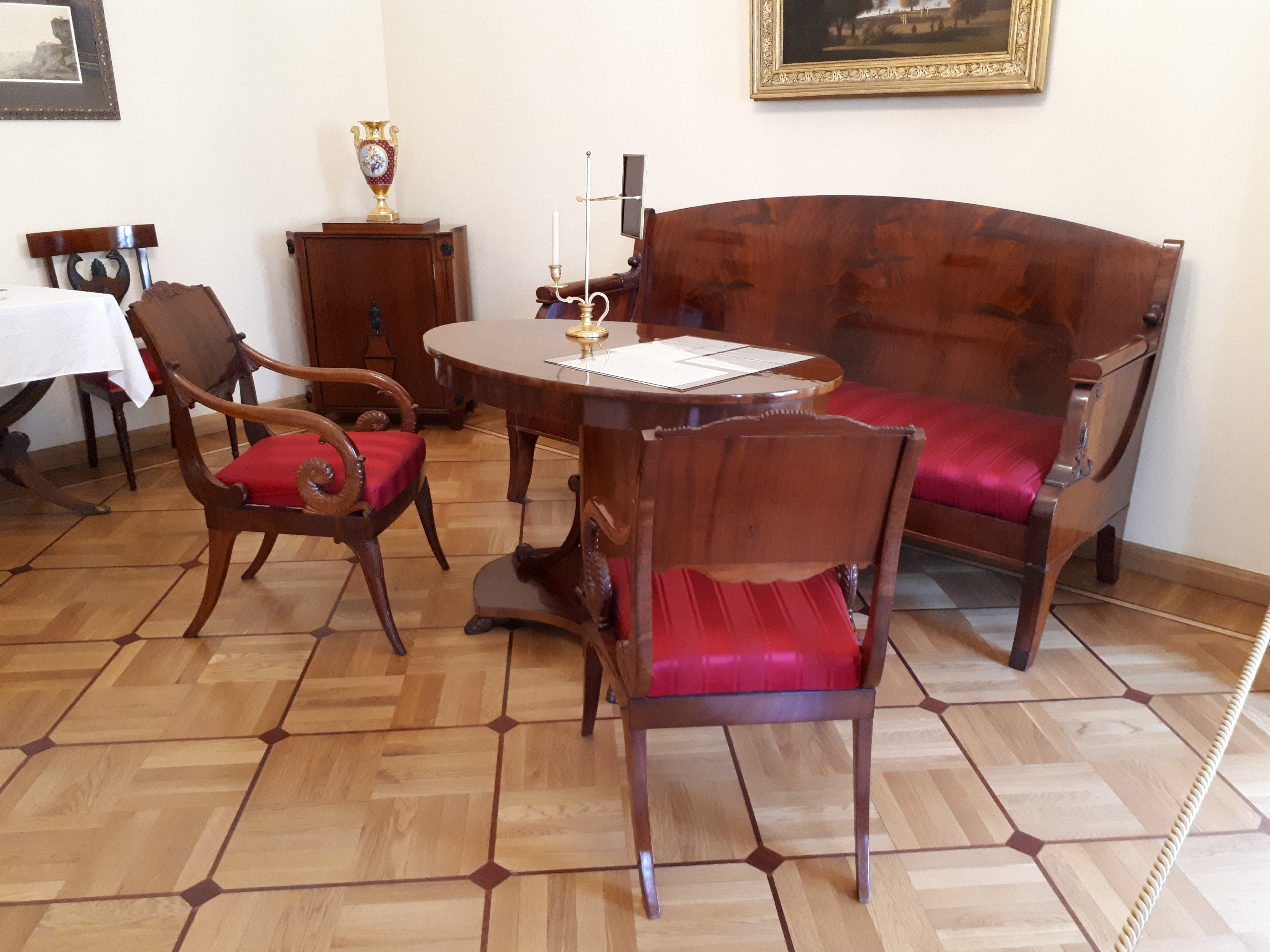
Столовая
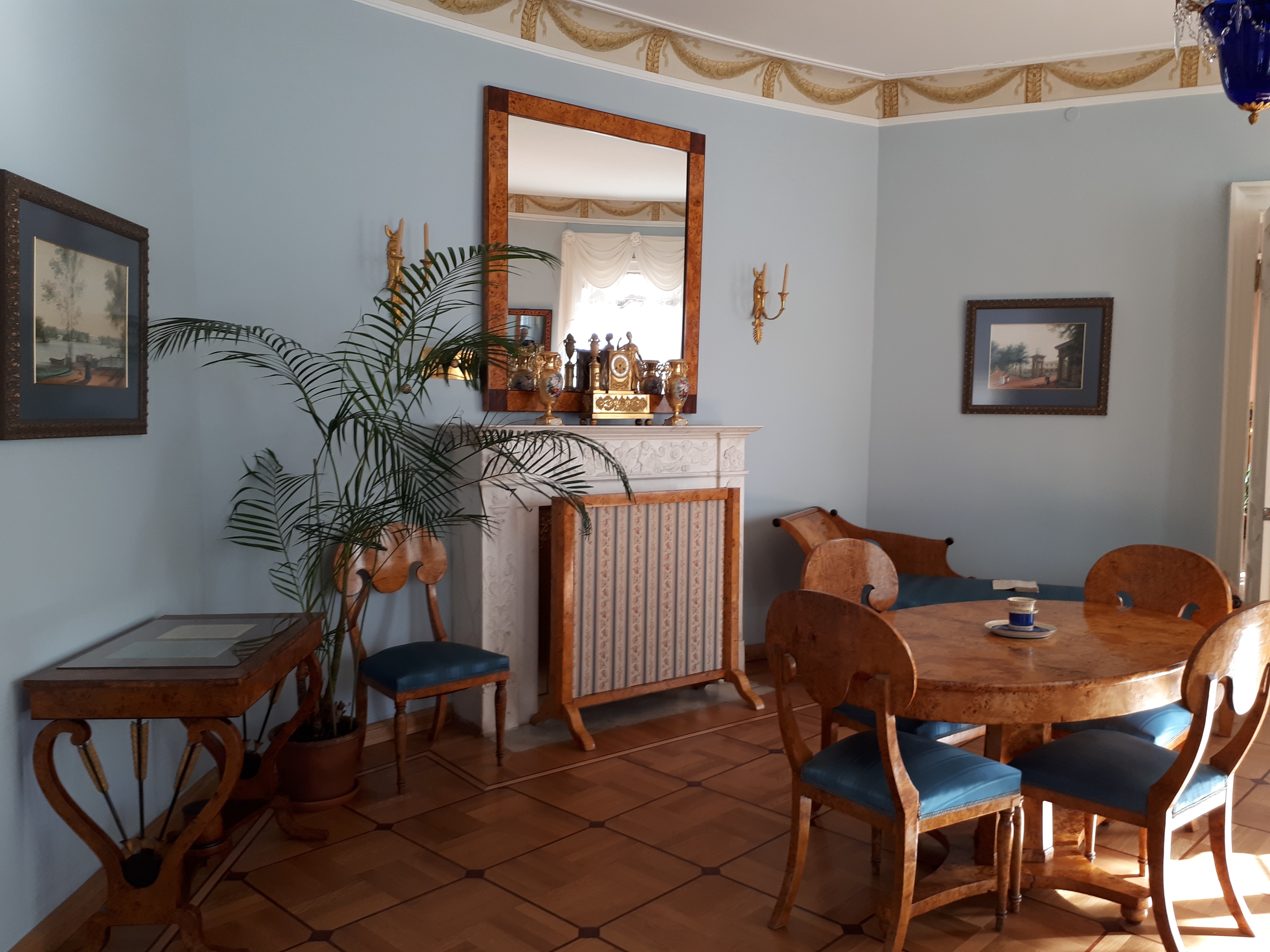
Гостиная
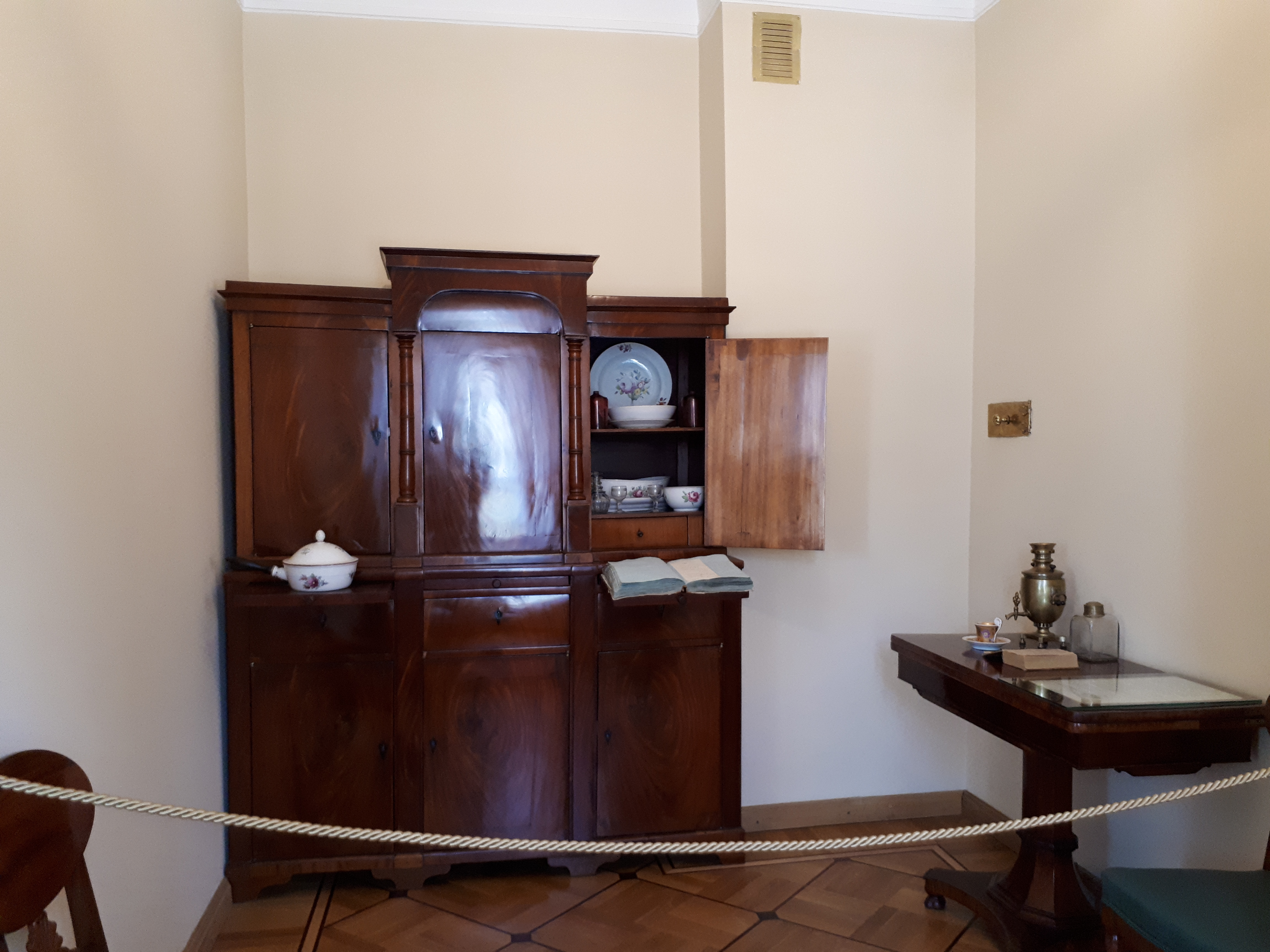
Буфетная